# Moulins-sur-Yèvre
Moulins-sur-Yèvre – miejscowość i gmina we Francji, w Regionie Centralnym, w departamencie Cher.
Według danych na rok 1990 gminę zamieszkiwały 382 osoby, a gęstość zaludnienia wynosiła 25 osób/km² (wśród 1842 gmin Regionu Centralnego Moulins-sur-Yèvre plasuje się na 769. miejscu pod względem liczby ludności, natomiast pod względem powierzchni na miejscu 870.).